# Xfire
X-fire fue un cliente de mensajería instantánea gratuito orientado a los videojuegos. Permitió llevar un registro de en qué videojuegos y en qué servidores estaban los usuarios registrados y permitía a sus contactos unirse fácilmente. También permitió jugar en directo o simplemente grabar vídeos o sacar imágenes.

## Características
Además permitió el intercambio de mensajes de texto con otros usuarios, permite establecer llamadas de voz entre los mismos.
La lista de juegos que soporta el programa está en constante desarrollo añadiéndose los últimos juegos de Microsoft Windows que se van desarrollando. Permite a los usuarios tener los juegos instalados actualizados con un sistema propio de mantenimiento de parches.
Incorpora otras funcionalidades como la toma de capturas de pantalla durante las sesiones de juego o, incluso, grabar vídeos que, posteriormente, pueden añadirse al perfil del usuario en la página oficial.
Una de las ventajas de las últimas versiones, es la capacidad de retransmitir una partida en streaming.
El uso del programa se realiza dentro del juego, así no hay que cambiar al escritorio para utilizarlo, debido a su novedoso sistema de autodetección.
Enlace a una imagen del artículo en Inglés que muestra el uso dentro del juego.

## Requisitos
Requisitos mínimos:
- Tener una cuenta de usuario registrada (gratuita).
- Windows 2000, XP, Vista o Windows 7.
- 10 MB en Disco duro recomendado.
- Resolución de pantalla de 800 x 600 a 256 colores (1024 x 768 con color a 16 bit o superior recomendado).
- Conexión a Internet (Se recomienda banda ancha).